# Gildwiller
Gildwiller é uma comuna francesa na região administrativa de Grande Leste, no departamento Alto Reno. Estende-se por uma área de 5,04 km². Em 2010 a comuna tinha 280 habitantes (densidade: 55,6 hab./km²).